# Alexis Nikolaïevitch de Russie
Pour les articles homonymes, voir Alexis de Russie.
Titre
Prince héritier de Russie
12 août 1904 – 15 mars 1917
(12 ans, 6 mois et 3 jours)
Alexis Nikolaïevitch de Russie (Alekseï Nikolaïevitch Romanov, en russe : Алексей Николаевич Романов), tsarévitch de Russie, né le 12 août 1904 (30 juillet du calendrier julien) à Peterhof et assassiné le 17 juillet 1918 à Ekaterinbourg, membre de la famille impériale de Russie, était le fils du tsar Nicolas II et de la tsarine Alexandra Feodorovna. Il est canonisé par l'Église orthodoxe en 1981.

## Biographie

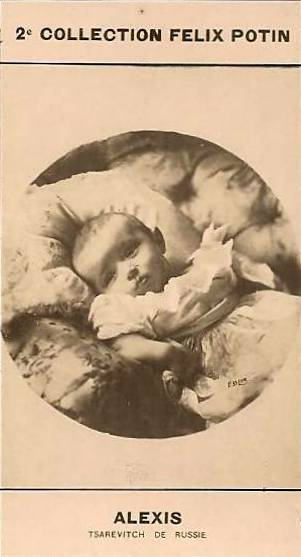
Le tsarévitch Alexis de Russie alors bébé.

Le tsarévitch Alexis Nicolaïevitch naît le 12 août 1904 au palais de Peterhof (Saint-Pétersbourg), dix ans après le mariage de ses parents. Il était le plus jeune de cinq enfants et le fils unique de l'empereur Nicolas II et de l'impératrice Alexandra Feodorovna. Ses sœurs aînées étaient les grandes-duchesses Olga (née en 1895), Tatiana (née en 1897), Maria (née en 1899) et Anastasia (née en 1901). Il était adoré par ses parents et sœurs et surnommé « Bébé » dans la famille. Plus tard, il fut également appelé affectueusement « Alyocha » (Алёша).
Alexei a été baptisé le 3 septembre 1904 dans la chapelle du palais de Peterhof. Ses principaux parrains et marraines étaient sa grand-mère paternelle et son grand-oncle, le grand-duc Alexei Alexandrovitch. Ses autres parrains et marraines comprenaient sa sœur aînée Olga, son arrière-grand-père le roi Christian IX du Danemark, le roi Édouard VII du Royaume-Uni, le prince de Galles et Guillaume II, l'empereur allemand. La Russie étant en guerre contre le Japon, tous les soldats et officiers actifs de l'armée et de la marine russes ont été nommés parrains d'honneur.
Pour l'occasion, les garçons portaient des uniformes militaires miniatures, et les filles des versions plus petites de la robe de cour et des petits kokochniks. Le sermon a été prononcé par Jean de Kronstadt. Le bébé a été porté à la fontaine[style à revoir] par la vieille princesse Maria Mikhailovna Galitzine, maîtresse de la garde-robe. Par précaution, elle a fait mettre des semelles en caoutchouc sous ses chaussures pour les empêcher de glisser et de laisser l'enfant tomber.
Pierre Gilliard, le précepteur du tsarévitch, décrit Alexis comme :

« Un des plus beaux enfants qu'on puisse rêver, avec ses boucles blondes, ses grands yeux gris-bleu qu'ombrageaient de longs cils recourbés. »

La comtesse Sophie Buxhoeveden a rappelé :

« Le bébé était couché sur un oreiller de tissu d'or, suspendu aux épaules de la princesse par une large bande d'or. Il était couvert du lourd manteau en tissu d'or, doublé d'hermine, porté par l'héritier de la couronne. Le manteau était soutenu d'un côté par le prince Alexandre Sergueïovitch Dolgorouky, grand maréchal de la Cour, et de l'autre par le comte [Paul] Benckendorff, comme le décrète la coutume et la sage précaution. Le bébé pleura bruyamment, comme le ferait n'importe quel bébé ordinaire lorsque le vieux père Yanishev le plongeait dans le font baptismal. Ses quatre petites sœurs, en robes courtes de la Cour, regardaient la cérémonie les yeux ouverts, Olga Nicholaevna, alors âgée de neuf ans, occupant la place importante d'une des marraines. Selon la coutume russe, l'empereur et l'impératrice n'étaient pas présents au baptême, mais juste après la cérémonie, l'empereur se rendit à l'église. Lui et l'impératrice ont toujours avoué se sentir très nerveux à ces occasions, de peur que la princesse ne glisse, ou que le père Yanishev, qui était très vieux. »

Ce bonheur est éphémère ; bien vite on s'aperçoit que l'héritier des tsars est atteint du gène fatal transmis par sa mère que la médecine de l'époque ne sait pas traiter.

### La maladie

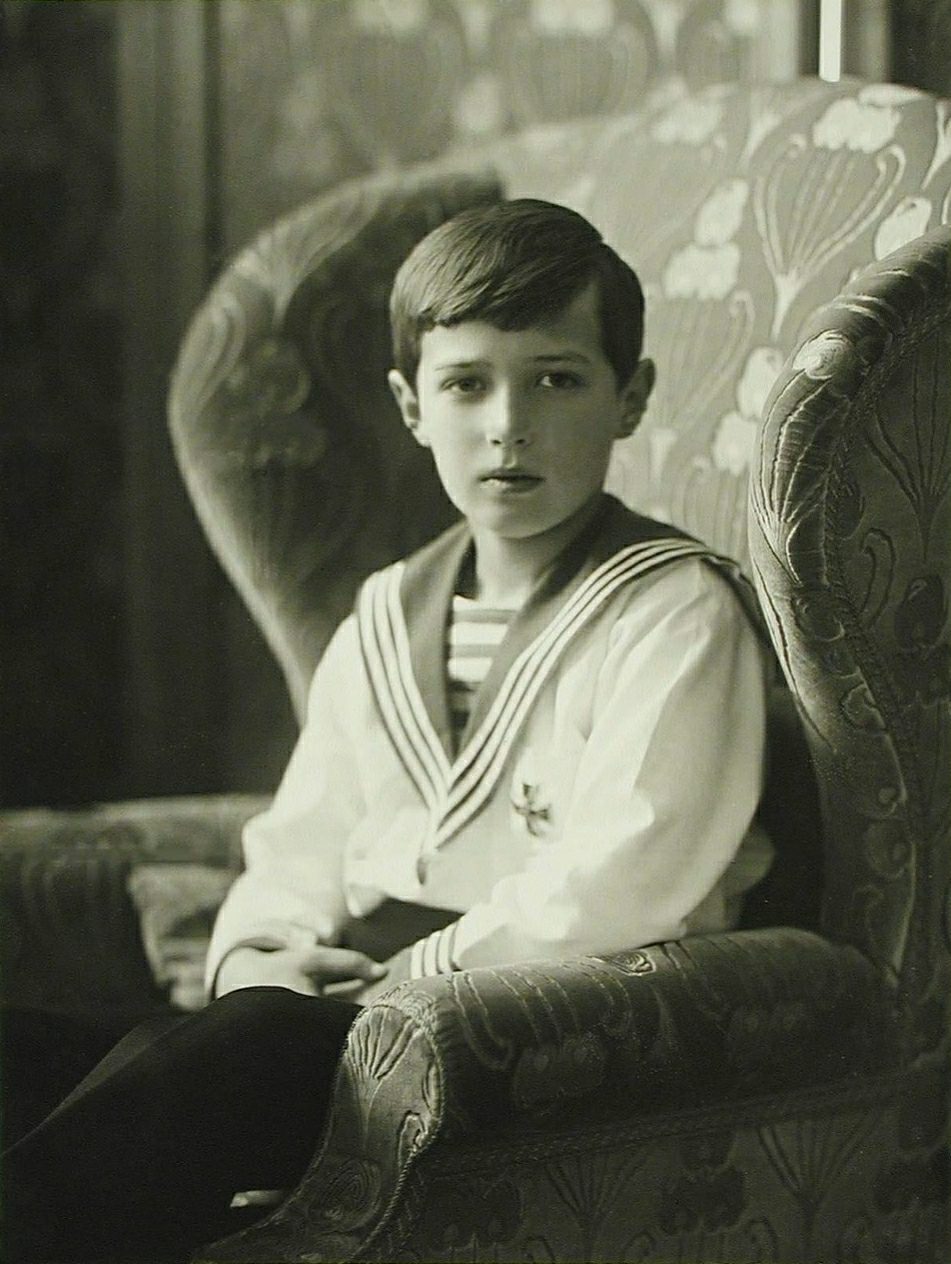
Alexis en 1913.

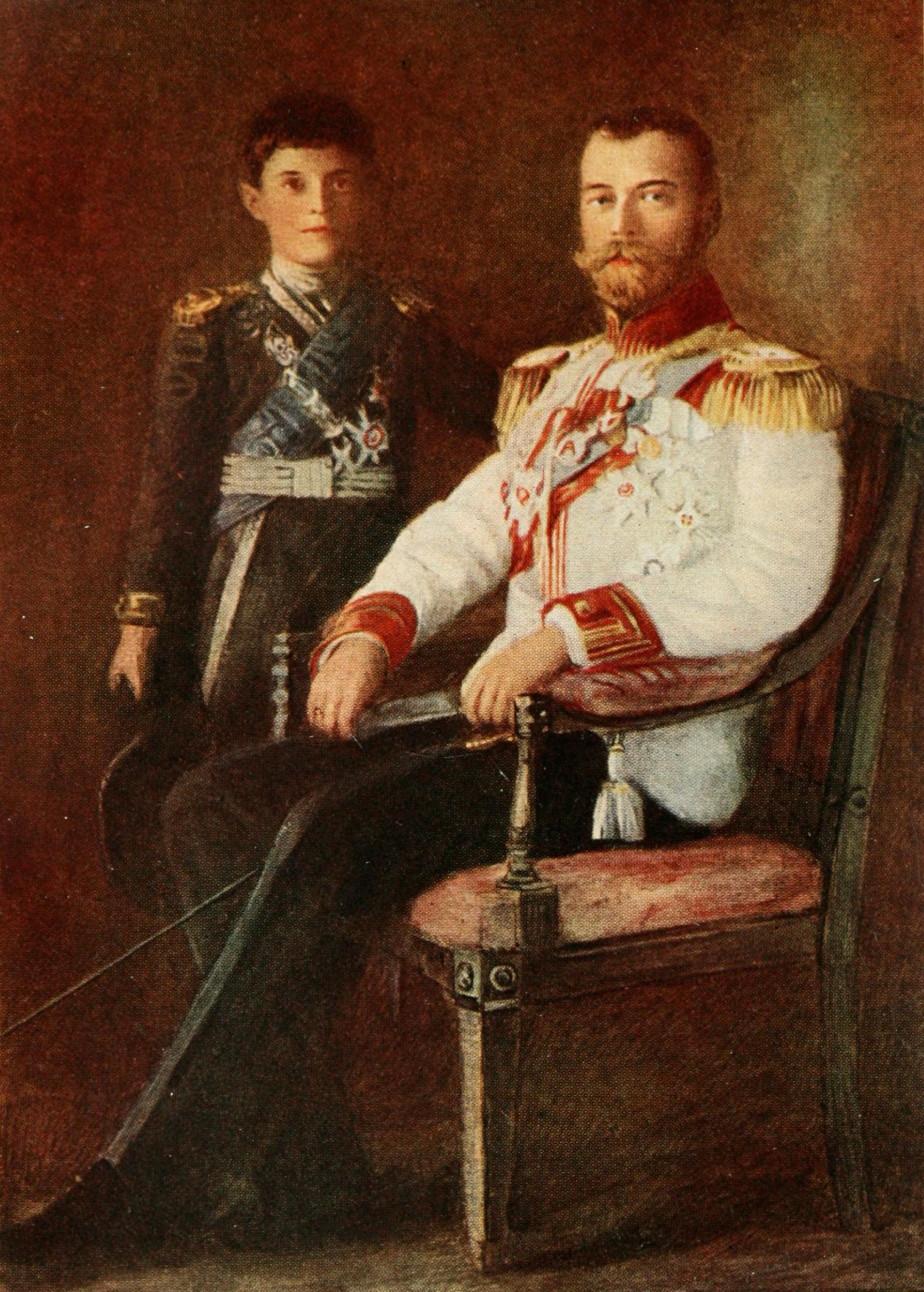
Alexis Nikolaïevitch de Russie avec son père, en 1915.

Dès sa naissance, le tsarévitch montre les signes pathologiques de l'hémophilie. Cette maladie génétique incurable, qui n'atteint quasiment que les hommes, lui avait été transmise par son arrière-grand-mère, la reine Victoria du Royaume-Uni. Transmissible uniquement par les femmes, la maladie provoque la culpabilité de sa mère, l'impératrice Alexandra née Alix de Hesse-Darmstadt. Celle-ci veille avec angoisse sur les activités du tsarévitch afin d'éviter les hématomes, les égratignures, les chutes, qui provoquaient chez le jeune prince des douleurs intenses, des maux de têtes et des accès de fièvre. Quelquefois, le tsarévitch s'évanouit de douleur. Conscient de sa faiblesse, le tsarévitch est un enfant difficile, coléreux et autoritaire. À d'autres moments, il se révèle aimable et sincère.
Malgré les soins apportés par les médecins de la Cour impériale et ceux de son entourage familial (qui par ignorance le soignent avec de l'aspirine, dont ils ne connaissent pas le pouvoir antiagrégant plaquettaire), le tsarévitch est condamné à brève échéance et n'aurait pu régner sur la Russie impériale. À cette époque, un enfant atteint d'hémophilie a une espérance de vie de vingt ans. Dans le passé, la famille de l'impératrice n'a pas été épargnée par cette redoutable maladie, son jeune frère Frédéric-Guillaume de Hesse-Darmstadt et deux jeunes enfants de sa sœur, la princesse Irène de Prusse en sont morts. La maladie du tsarévitch augmente encore davantage le mysticisme de sa mère dont a su profiter Raspoutine, qui est introduit auprès du couple impérial en 1905.
En 1912, lors du séjour de chasse de ses parents à Spala, Alexis, victime d'une secousse lors d'une promenade en calèche est pris de violentes douleurs. Une grosseur déjà existante prend de l'ampleur. En proie à de terribles souffrances, les cris du tsarévitch retentissent dans tout le palais. Les médecins impuissants, les derniers sacrements sont administrés au jeune tsarévitch. Pendant l'agonie d'Alexis, sa mère, l'impératrice Alexandra, reçoit un télégramme de son confident, le guérisseur Raspoutine, l'assurant de la guérison prochaine du tsarévitch. Quelques heures plus tard, l'hémorragie s'arrête d'elle-même.
De 1907 à 1917, le matelot Andrei Derevenko est chargé de la garde d'Alexis. Après l'abdication de Nicolas II, Derevenko montre de la rancune envers le tsarévitch et quitte Tsarskoïe-Selo.

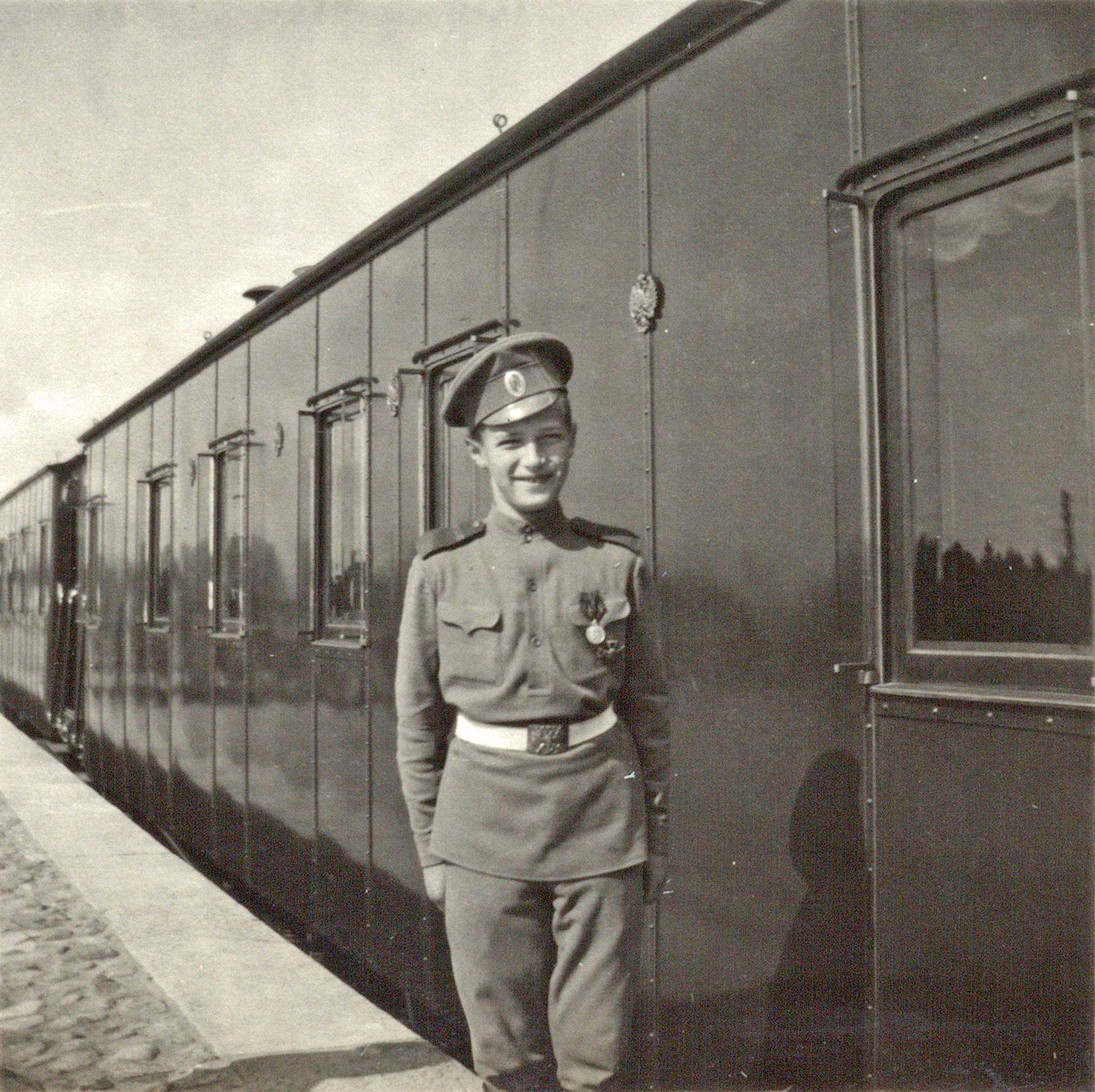
Alexis Nikolaïevitch en 1915, avant de monter dans le train.

Le matelot Nagorny remplace Derevenko et sera très dévoué au petit tsarévitch. En mai 1918, lors du voyage des jeunes grandes-duchesses et du petit Alyocha, sur le bateau qui les emmène de Tobolsk à Ekaterinbourg, les jeunes filles et leur frère sont enfermés dans leur cabine. Le matelot se révolta contre ce procédé : il fait remarquer au révolutionnaire Ivan Svikke, dit Rodianov, le mauvais état de santé du tsarévitch en ces termes : « Quel culot ! Un enfant malade ! On ne pourra même pas aller aux cabinets. » . Prenant courageusement la défense du jeune Alexis, le matelot Nagorny signe son arrêt de mort. Quelques jours plus tard, la Tchéka vient l'arrêter. Un certain Ermakov, vingt ans plus tard, racontera comment il a tué le matelot dévoué corps et âme au tsarévitch. Il le fusille comme un « larbin du tsar, un matelot chargé de s'occuper de l'héritier ».

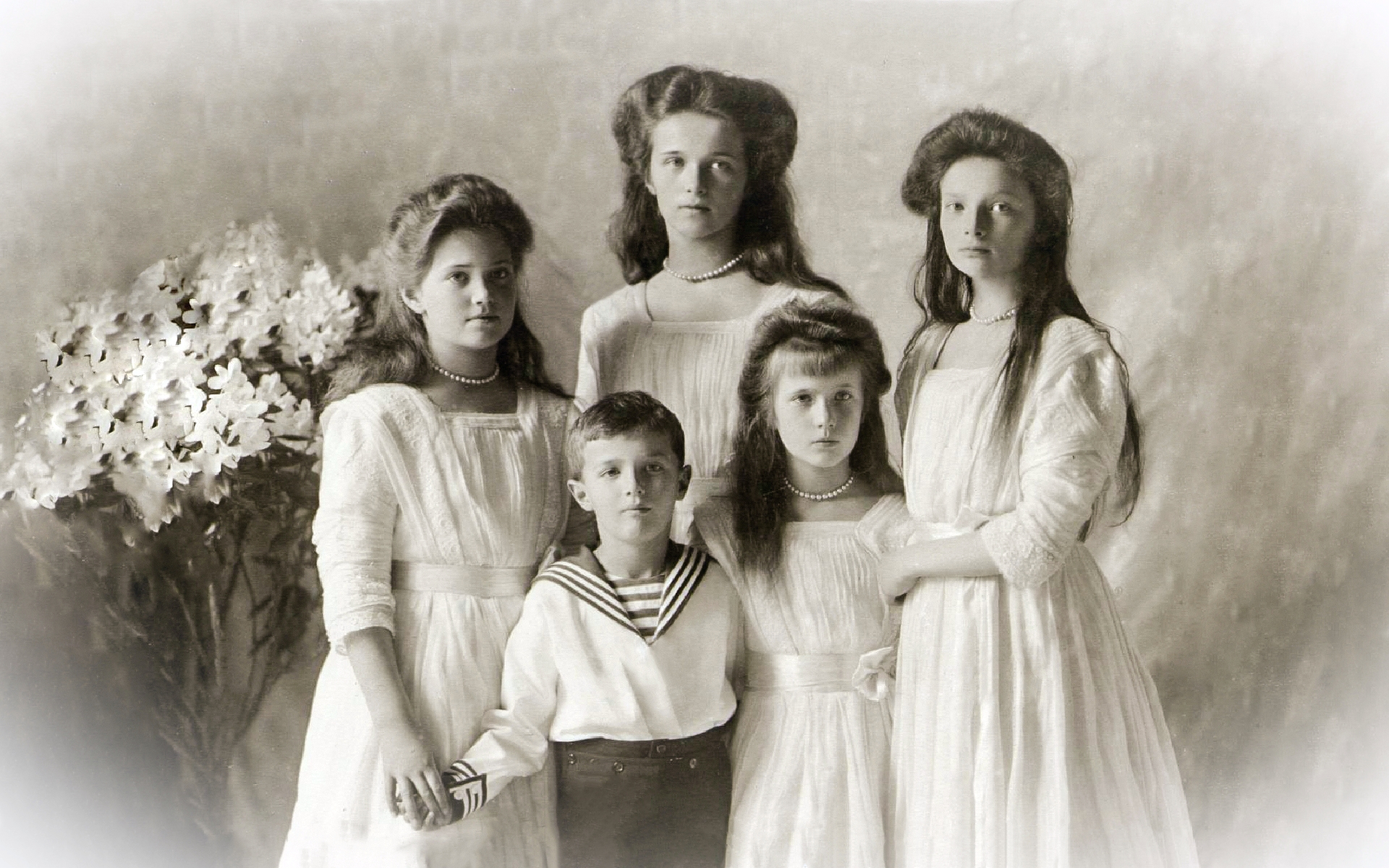
Le tsarévitch Alexis avec ses sœurs les grandes-duchesses Olga, Tatiana, Maria et Anastasia en 1910.

En avril 1918, lors du transfert de la famille impériale de Tobolsk à Ekaterinbourg, Alexis, trop faible, ne peut voyager avec sa sœur, la grande-duchesse Maria, et ses parents. Ce ne fut qu'en mai 1918 que le jeune tsarévitch et ses sœurs rejoignent le reste de la famille impériale à Ekaterinbourg.

### Décès et «inhumation»
Dans la nuit du 16 au 17 juillet 1918, Iakov Iourovski, accompagné de onze hommes, fait descendre le tsar et sa famille au sous-sol de la maison Ipatiev. Le tsarévitch avait, pour se distraire, fait du toboggan sur une rampe d'escalier quelques jours auparavant et était tombé : il en garde une jambe bandée et, incapable de marcher, son père doit le porter.
À 3 heures 15 du matin, le commissaire spécial tire à bout portant sur le tsar, déclenchant le massacre. Assis sur sa chaise, Alexis ferme les yeux. Touché il tombe sur le sol. À terre, il agrippe la chemise de Nicolas et ne bouge plus. Quand Iourovski s'aperçoit qu'il respire encore, il le signale à Ermakov qui lui plante à plusieurs reprises sa baïonnette dans le corps. Alexis est encore en vie, Iourovski l'achève de deux balles dans la tempe droite.
La dépouille du jeune Alexis Nikolaïevitch de Russie sera, comme celles de sa famille, déshabillée, arrosée d'essence, brûlée puis défigurée à l'aide d'acide sulfurique avant d'être jetée dans un puits de mine situé dans la forêt de Koptiaki. Les corps furent retirés quelques jours plus tard pour être ensevelis sous un chemin forestier. D'après le rapport de Iakov Iourovski, les corps du tsarévitch Alexis et d'une de ses sœurs, Maria ou Anastasia, sont brûlés dans les bois voisins.
L'exécution de la famille Romanov a des parts d'ombres qui ont donné naissance aux mythes de la survie de plusieurs des membres de la famille Romanov : selon une légende, il aurait survécu en URSS même et – comme Maria Nikolaïevna de Russie en Europe occidentale – y aurait eu une descendance. Un collectif paru en 1998 également – mais projeté vers 1994, donc sans relation avec les commémorations des quatre-vingts ans du « crime » – est pris en considération par Marc Ferro en 2002, et Jacqueline Monsigny en 2003. Il jette le doute sur l'idée admise avec prudence par Marc Ferro lui-même en 1990, et affirmée par Marina Grey, d'une double exécution de Nicolas II et de son fils. Des photographies d'un brillant professeur de géographie soviétique, Alexandre Filatov, décédé en 1988, également hémophile, frappent par leur ressemblance avec l'ancien tsar. Des procédures juridiques sont en cours en Russie pour faire admettre de la part du fils d'Alexandre Filatov sa paternité avec son grand-père impérial présumé.

## Découverte du corps présumé d'Alexis
Le 30 avril 2008, Edouard Rossel, gouverneur de l'oblast de Sverdlovsk, a déclaré : « Le plus grand laboratoire génétique des États-Unis a confirmé leur identité, les corps retrouvés en août 2007 sont bien les corps des deux enfants du tsar Nicolas II, la grande-duchesse Maria et le tsarévitch Alexis […] Nous avons à présent retrouvé la famille au grand complet. »
Cette confirmation pourrait mettre un terme à l'histoire tourmentée de la famille impériale de Russie et obliger les tsaristes à renoncer à leurs spéculations concernant la survie de deux enfants de Nicolas II à ce massacre,.

## Canonisation

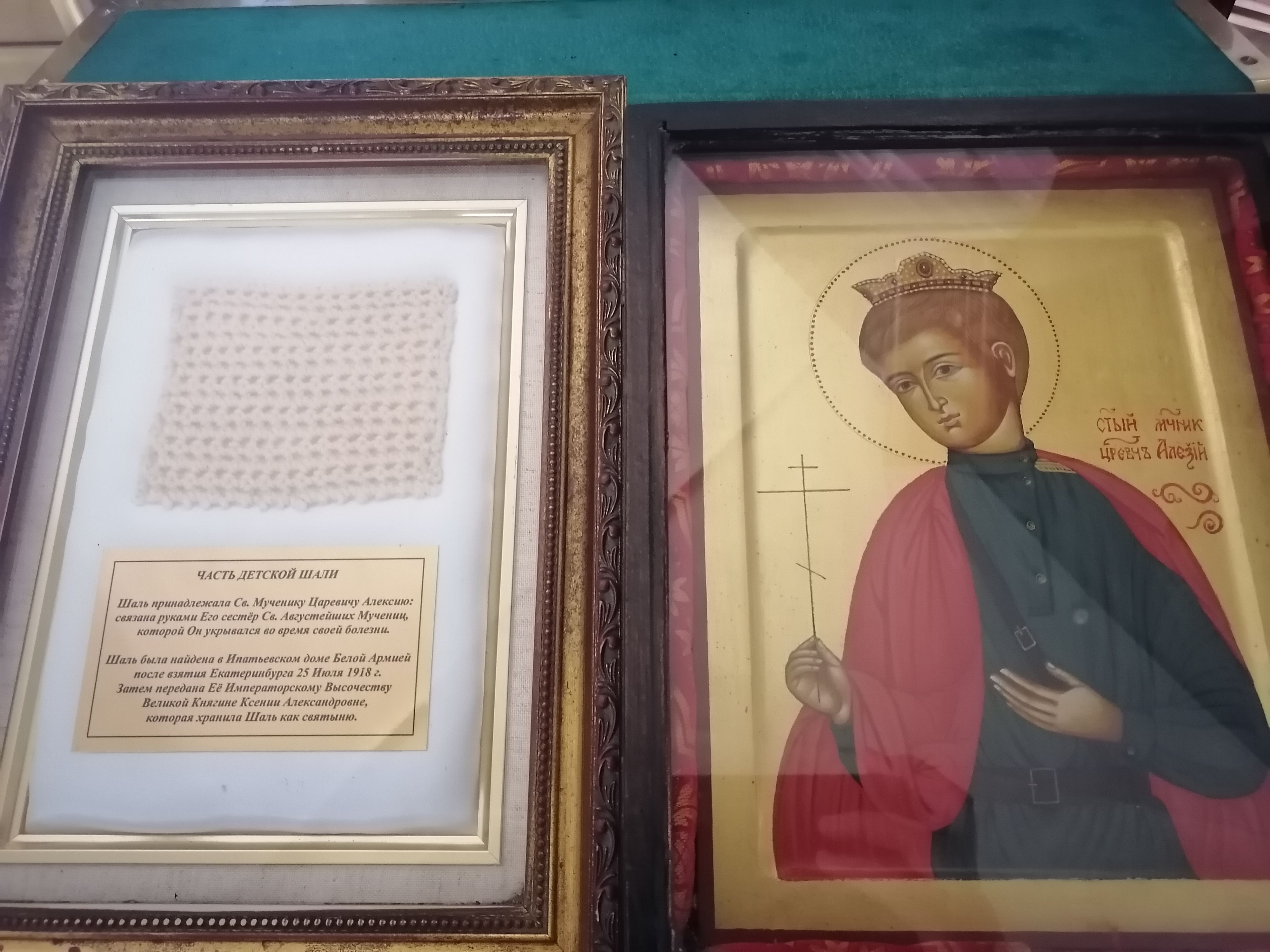
Photographie d'une partie de la châsse et de l'icône de Saint martyr Alexeï Nikolaïevitch dans l'église russe à Belgrade

En 1981, Alexis Nikolaïevitch de Russie est canonisé par l'Église orthodoxe de l'étranger et en 2000 par l'Église orthodoxe russe avec toute sa famille. Dans le calendrier de l'Église orthodoxe russe, il est vénéré comme martyr le 17 juillet sous le nom de saint tsarévitch Alexis.
Le même jour sont vénérés les saints martyrs impériaux : saint tsar Nicolas, sainte tsarine Alexandra, sainte Maria, sainte Olga, sainte Tatiana et sainte Anastasia.
Le lieu de pèlerinage se situe en la nouvelle cathédrale d'Iekaterinbourg.

## Distinctions
- Ordre de Saint-André
- Ordre de Saint-Alexandre Nevski
- Ordre de l'Aigle blanc
- Ordre de Sainte-Anne (1re classe)
- Ordre de Saint-Stanislas (1re classe)
- Ordre de Saint-Georges (4e classe)
- Ordre suprême de la Très Sainte Annonciade
- Ordre des Saints-Maurice-et-Lazare
- Ordre de la Couronne d'Italie
- Ordre des Séraphins
- Grand-croix de l'ordre national de la Légion d'honneur (distinction qu'il reçut des mains du président Raymond Poincaré lors de son voyage en Russie en juillet 1914).

## Alexis dans la littérature
- Alexis, prince des neiges. Roman / Jean Rolland ; ill., Christin Xavier. - Paris : P. Téqui, 2008 - (collection Défi ; 9).  (ISBN 978-2-7403-0756-4)
- Le Tsarévitch, enfant martyr ; Eugénie de Grèce ; Edition Perrin, 1990 - collection Présence de l'Histoire

## Sources
- Henri Troyat, Nicolas II, le dernier tsar, Paris, Flammarion, 1994 (réimpr. 2008), 458 p. (ISBN 978-2-08-066658-1)
- Alexandre Spiridovitch, Les Dernières Années de la Cour de Tzarskoie Selo, Paris, Payot, 1929 (réimpr. 2004)

## Annexe